# Zekeria Cana
Zekeria Cana, född den 15 mars 1934, död den 10 januari 2009, var en albansk forskare och historiker.
Zekeria Cana studerade vid universitetet i Belgrad tills 1975 och slutförde sina forskarstudier vid universitetet i Pristina 1984. Han arbetade inledningsvis som lärare. Han antogs som medlem i Albanologiska institutetet i september 1967. Zekeria Cana anses som den främste historikern gällande den albanska frågan i världen i dag och har efterlämnat ett antal böcker i ämnet.